# Used to Be
"Used to Be" é uma canção da cantora e compositora brasileira Anitta, gravada para seu sétimo EP, Funk Generation: A Favela Love Story (2023).
A canção foi escrita por Anitta, DJ Gabriel do Borel, Ilya Salmanzadeh, Márcio Arantes, Melony Redondo, Rami Yacoub e Savan Kotecha. Foi lançada como o terceiro single do EP visual, em 22 de agosto de 2023, através da Floresta Records, Republic Records e Universal Music Latino.

## Vídeo musical
Com produção executivo de Felipe Britto, o vídeo traz o desfecho da história introduzida em “Funk Rave” e desenvolvida em “Casi Casi”, que juntos completam o projeto “Funk Generation: A Favela Love Story”. O videoclipe foi gravado na comunidade da Cascatinha, no Rio de Janeiro.

## Apresentações ao vivo
Em 17 de agosto de 2023, Anitta cantou um medley de "Casi Casi" e "Funk Rave", além de "Used to Be", no Domingão com Huck que foi ar dia 20 de agosto de 2023.

## Faixas e formatos
| Download digital |              |                                                                                              |         |  |
| N.º              | Título       | Compositor(es)                                                                               | Duração |  |
| 1.               | "Used to Be" | DJ Gabriel do Borel Ilya Salmanzadeh Márcio Arantes Melony Redondo Rami Yacoub Savan Kotecha | 2:52    |  |